# Sebastián Jabif
Sebastián Daniel Jabif (Buenos Aires, 24 januari 1973)  is een voormalig volleyballer uit Argentinië. Hij nam eenmaal deel aan de Olympische Spelen (1996) en eindigde bij die gelegenheid met de nationale ploeg op de achtste plaats in de eindrangschikking. Onder leiding van bondscoach Daniel Castellani won Jabif in 1995 de gouden medaille met de nationale selectie bij de Pan-Amerikaanse Spelen in Mar del Plata.